# Фанфан
Фанфан (Fanfan & Alexandre) е френска романтична комедия от 1993 г. със сценарий и режисура на Александър Жарден и с участието на Софи Марсо и Венсан Перез. Филмът е базиран върху бестселъра на режисьора от 1990 г., който е преведен на над 20 езика, включително и на български език под заглавието „Фанфан: Вълноломът на страстта“ (1991 г.).

## Сюжет
Александър (Венсан Перез) е ядосан на годеницата си, Лор (Марин Делтерме), чиято идея за романтичен подарък за Свети Валентин е чифт топлинки. Страстта и магията на тяхната ранна връзка са заменени от рутина и скука. Нуждаейки се от малко почивка, Александър посещава крайбрежната вила на своите приятели, Ти (Жерар Сети) и Мод (Мишлин Прел). Там той се запознава с красива, млада жена, Фанфан (Софи Марсо), която е внучка на Мод и студентка в училището ѝ, следвайки да стане парфюмерист. Въпреки че нощта прекарват в едно легло, Александър избягва всякакъв физически контакт.
Александър и Фанфан доверяват своите нарастващи чувства съответно на Ти и Мод. Александър измисля план, в който той ще ухажва Фанфан без да признава какво изпитва към нея. Това води до раздразнението на Фанфан, чиито чувства към Александър са не по-малко силни.
Фанфан успешно кара Александър да ревнува чрез своя колега, Пол (Бруно Тодескини). В крайна сметка Фанфан разбира, че благодарение на Александър се е сдобила с мечтаното си студио. Тя кара Александър да направи своя избор, или да я допусне физически до себе си или никога повече да не я види.

## Състав
- Софи Марсо – Фанфан
- Венсан Перез – Александър
- Марин Делтерме – Лор
- Жерар Сети – Ти
- Мишлин Прел – Мод
- Бруно Тодескини – Пол